# Samuel Bottschild

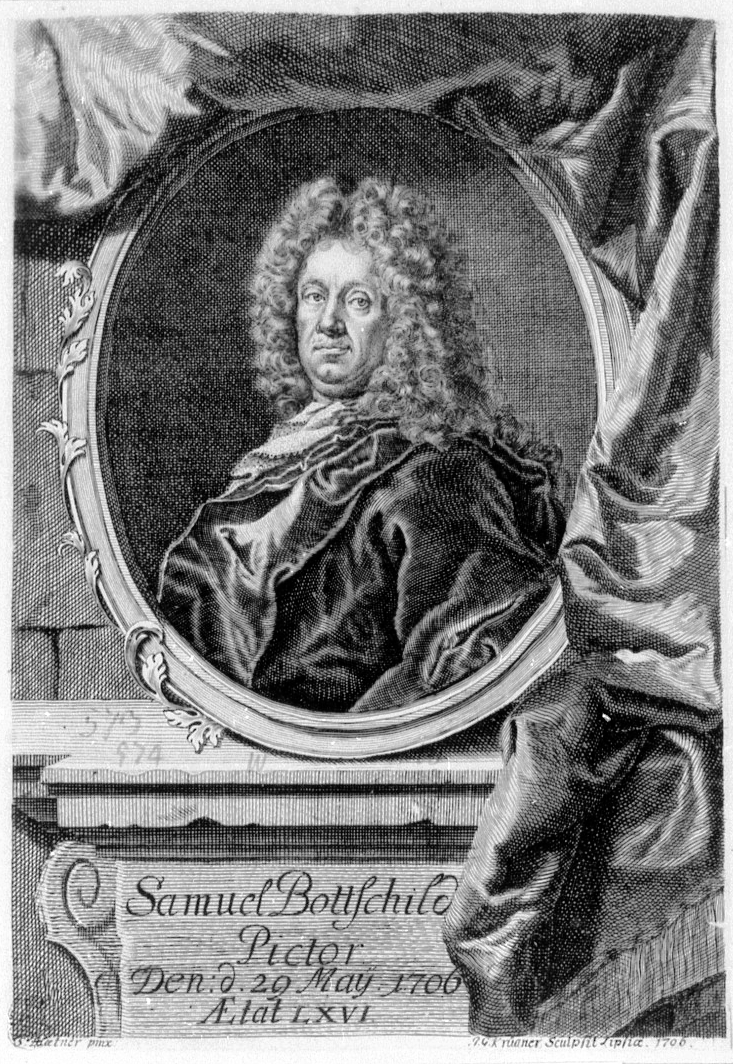
Samuel Bottschild, Kupferstich (1706) von Johann Gottfried Krügner (der Ältere) nach einer Vorlage von Hans Samuel von Blättner

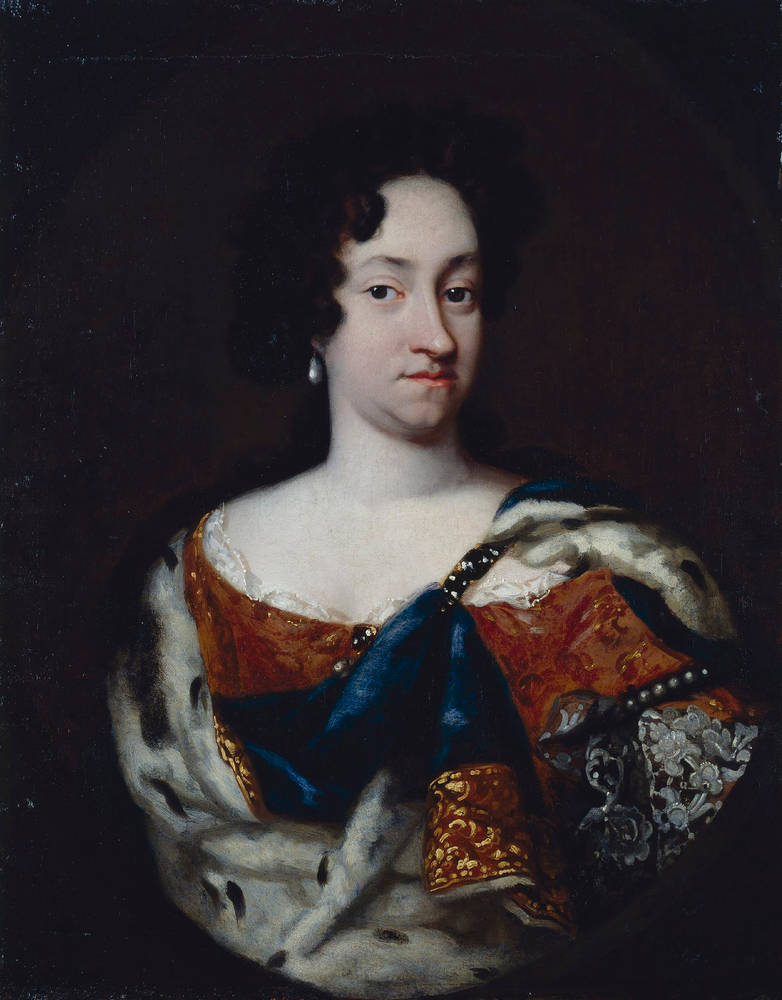
Porträt der Kurfürstin Anna Sophie von Samuel Bottschild (zwischen 1680 und 1706)

Samuel Bottschild (* 2. August 1641 in Sangerhausen; † 29. Mai 1707 in Dresden) war Dresdner Maler, der vor allem wegen seiner Wand- und Deckenmalerei bekannt ist.

## Leben
Bottschild entstammte einer Malerfamilie. Sein Vater Andreas Bottschild der Ältere war Freskomaler, auch sein elf Jahre älterer Bruder Johann Andreas war Maler. Von beiden erhielt Samuel seinen ersten Unterricht. Er war seit 1660 in der Gegend um Leipzig tätig und ging dann nach Dresden. 
Er unternahm 1673 eine Italienreise zusammen mit seinem Schüler und Verwandten Heinrich Christoph Fehling, die ihn nach Venedig und Rom führte. Bottschild trat in die Dienste des sächsischen Hofes. Er wurde 1677 Oberhofmaler und 1699 Inspektor der Gemäldesammlung der Kunstkammer in Dresden.

## Werke
Während sich Bottschild zunächst der Malerei widmete und vor allem Porträts malte, wandte er sich nach seiner Italienreise der Deckenmalerei zu. Der Hofstecher Moritz Bodenehr gab 1693 eine Sammlung mit Stichen nach Gemälden von Bottschild heraus. Sie trägt den Titel Opera varia historica, poetica et iconologica.

### Werke (Auswahl)
- Wand- und Deckengemälde im Festsaal des Palais im Großen Garten zusammen mit Heinrich Christoph Fehling, um 1685/90. (im Zweiten Weltkrieg zerstört)
- Beschneidung Christi im Freiberger Dom, 1673
- Kanzelbilder in der Matthäikirche in Leipzig, 1699 (im Zweiten Weltkrieg zerstört)
- Altargemälde in der Pfarrkirche St. Aegidius in Brücken (Helme), 1703 (mehrfach stark übermalt)

Kupferstiche von Bottschild nach eigenen Gemälden
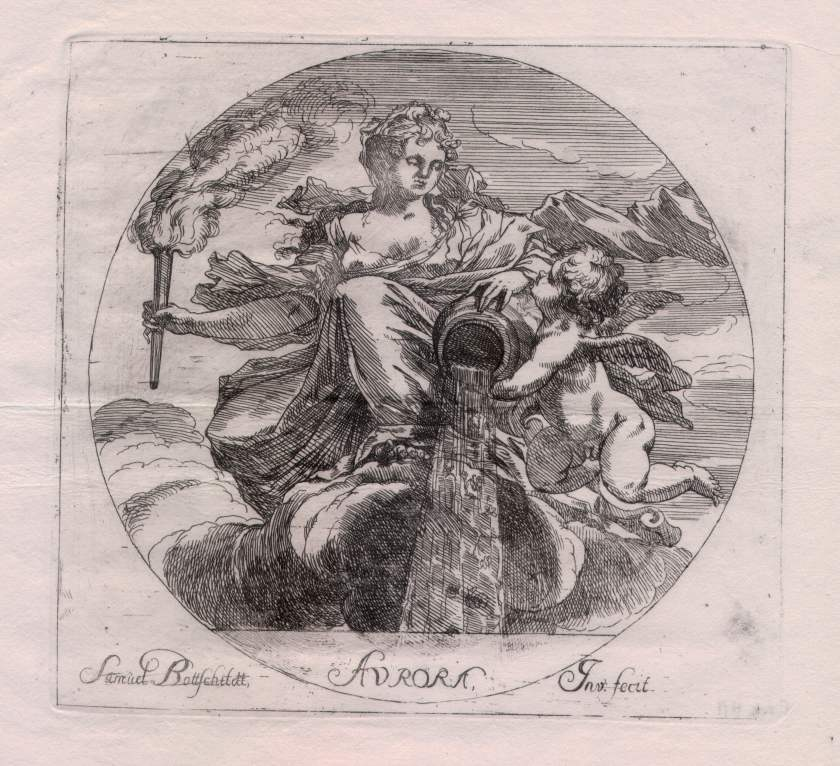
Aurora (Morgen)
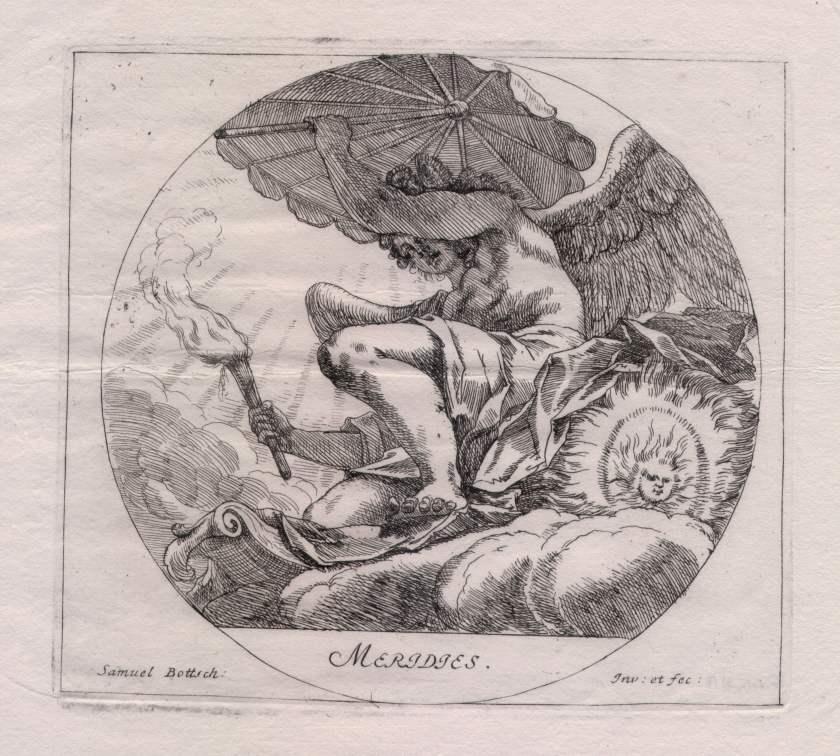
Meridies (Mittag)
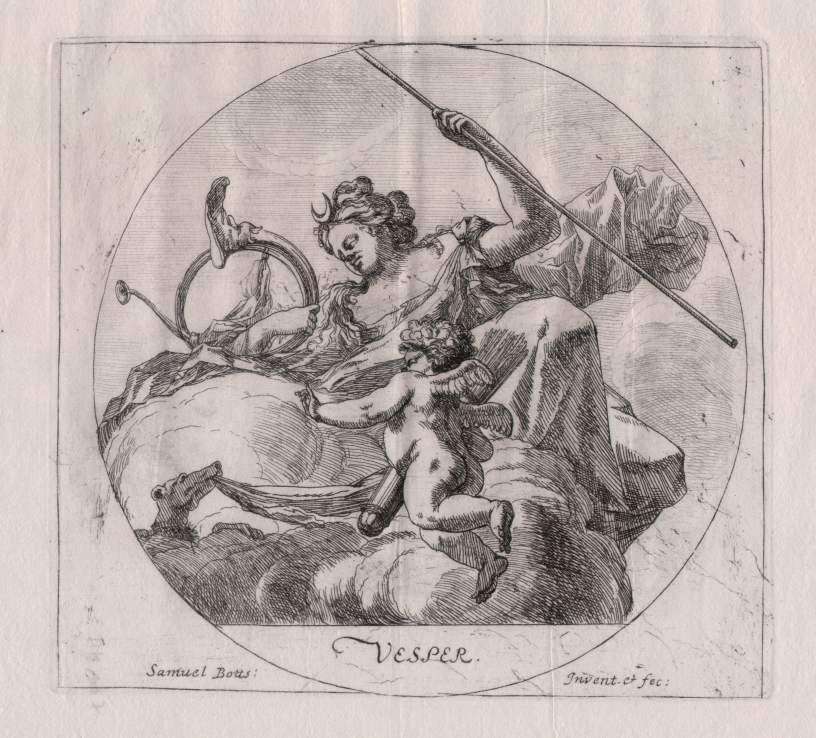
Vesper (Abend)
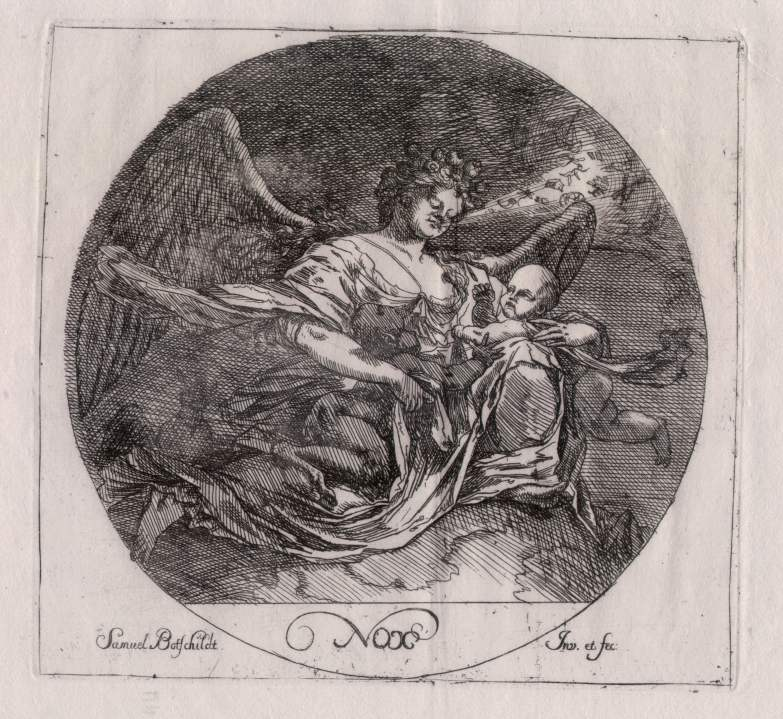
Nox (Nacht)